# قاعدة التحالف ( باب الأحجار الذهبية)

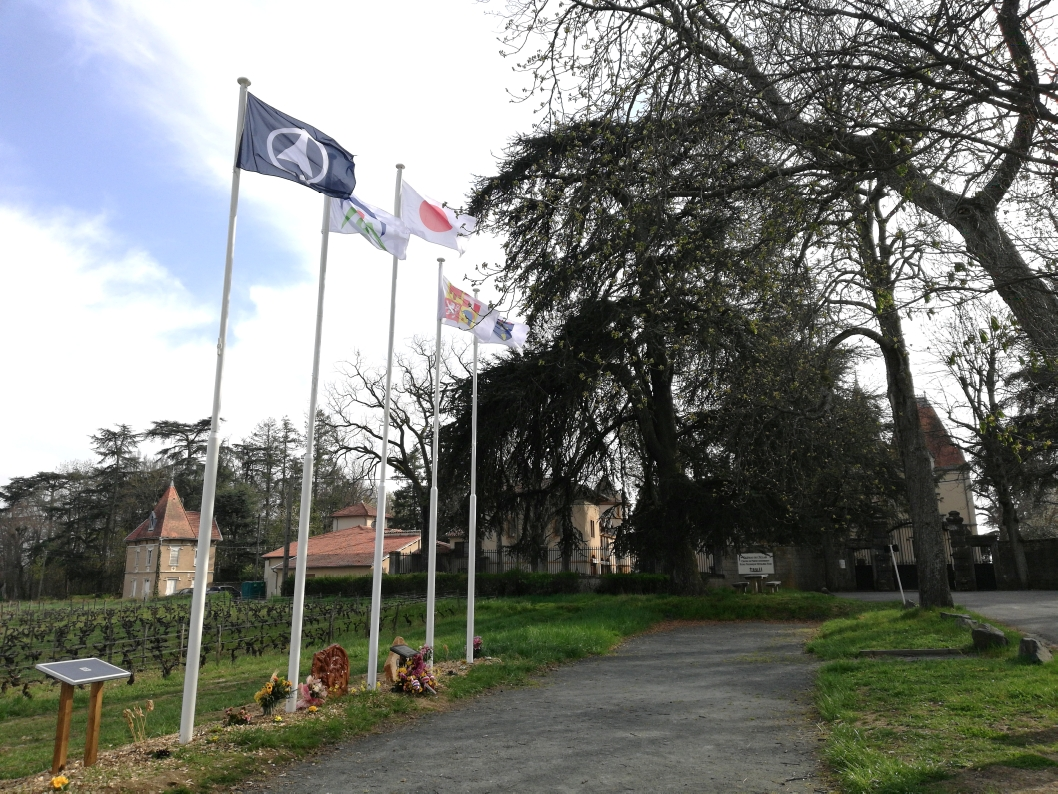
قاعدة التحالف.

في 11 مارس 2020 ، تم إفْتتاحْ قاعدة التحالف بِمُنْتصف اللَّيْل في بلدية بورت دي بيار دُري ( باب الأحجار الذهبية .بجوار قلعة لِكْلِير)
قاعدة التحالف مخصَّصة لإحياء ذكرى ضحايا مأساة تسونامي توهوكو في 11 مارس 2011 ، (فوكوشيما).

## قاعدة التحالف هي فرصة للاحتفال بالذكرى السنوية لأربع أحداث
- الذكرى 150 لإتفاقات السلام بين اليابان وفرنسا (1858 ، 2018) ، التي بدأت عندما قدَّم سيد دوتشين إلى شوغون المعاهدة الفرنسية اليابانية المُصَادَقُ عليها في 4 فبراير 1860.

- الذكرى العشرون لبودوكان مياموتو موساشي الذي افتتحته فرنسا بشكل.

- مشترك مَع اليابان عيد ميلاد مياموتو موساشي المولود في أوهاراتشو في اليوم الثاني عشر من الشهر الثالث من العام الثاني عشر من عصر تينشو.

- وقصة كيكو يامادا (كاتب فرنسي ياباني مشهور) تذكِّرُ بالتّبادُلات الأولى لوالده السيد تادازومي يامادا ، المستشار الأول لليابان والسيد لويس إميل ميشالت القنصل العام الأول في فرنسا مؤسس نادي ليون اليابان الذي صادق في تَشْيِيد (وتسَيِيرأَحْدَاث النصب التذكاري هيهو نيتن إيتشي ريو (هييهو كادينسهو.

## وصلات خارجية
- قاعدة التحالف ( باب الأحجار الذهبية)
- مياموتو موساشي
- ميماساكا (أوكاياما)